# James-I-Land
Koordinaten: 79° 0′ N, 14° 6′ O

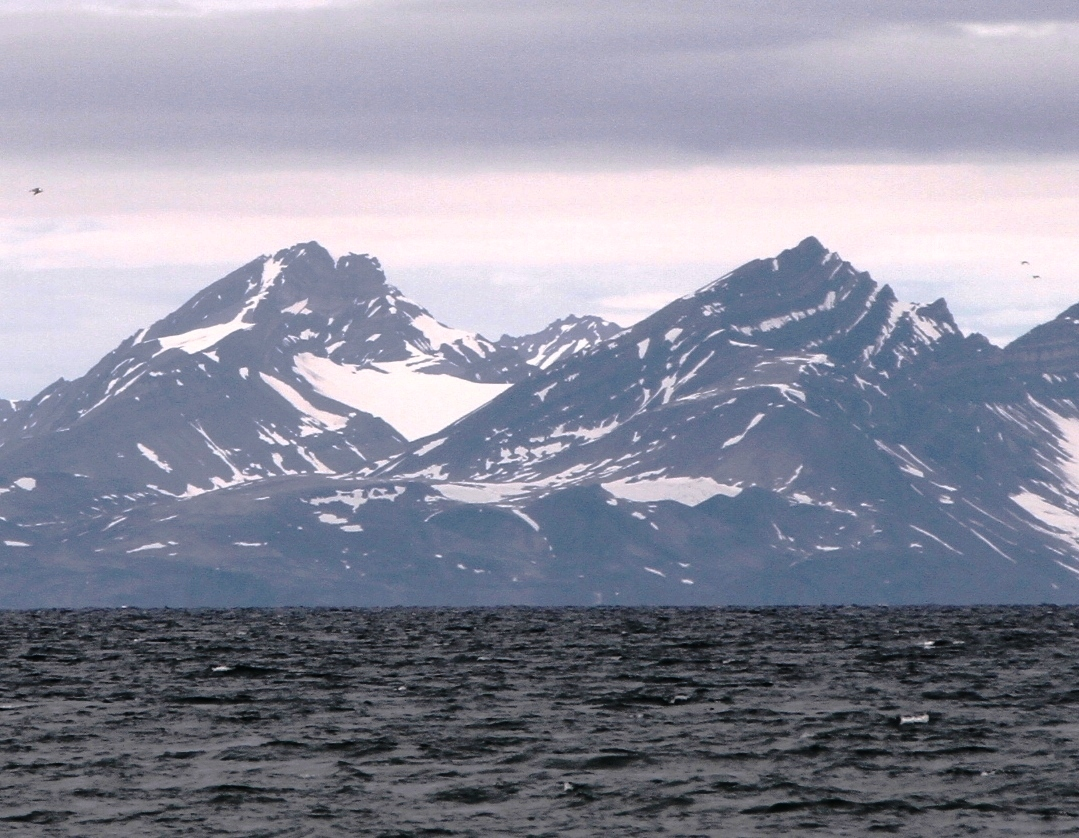
Tornefjellet in James-I-Land

James-I-Land ist ein Gebiet im Nordwesten der zu Svalbard gehörenden Insel Spitzbergen.

## Geografie
James-I-Land liegt nördlich des Isfjorden und umfasst das Gebiet vom Nordfjorden (einem Teil des Isfjorden) aus nach Nordwesten über den Sveabreen und den Kongsvegen fast bis zum Kongsfjorden, dann aber verläuft die Grenze nach Nordosten über die großen Gletscher von Kronebreen, Holtedahlfonna und Abrahamsenbreen zum Universitetsbreen und von dort nach Süden durch das Dicksondalen zum Dicksonfjorden wieder am Isfjord. Westlich liegt Oscar-II-Land, nordwestlich Haakon-VII-Land, nördlich Andrée-Land und im Südosten Dickson-Land.

## Landschaft
Das Küstengebiet entlang des Fjords und seine Seitentäler bilden den Nordre-Isfjorden-Nationalpark. Ganz im Osten, am Wijdefjorden liegt der Indre Wijdefjorden-Nationalpark. Da James-I-Land weit entfernt vom offenen Meer liegt, gibt es hier kaum Nistplätze von Vögeln. 
Die Landschaft von James-I-Land wird im Westen von großen Gletschern dominiert. Holtedahlfonna ist mit 1375 km² einer der größten Gletscher Spitzbergens. Im Osten ragen steile Berge bis 1290 m über den Meeresspiegel.

## Etymologie
James-I-Land ist nach Jakob I. von England benannt, der auf Englisch James I. hieß. Er war von 1603 bis 1625 König von England und Schottland.